# فراولة (مسلسل)
فراولة هو مسلسل مصري يعرض في رمضان 1445 هـ / 2024 تدور الأحداث حول (فراولة) قارئة الفنجان وابنة حارس العقار، لتخرج من الفقر وتصير من مشاهير السوشيال ميديا، في رحلة صعود مليئة بالمواقف الكوميدية، حتى تصبح سيدة مجتمع وخبيرة في مجال الطاقة.

## قصة المسلسل
تدور أحداث مسلسل "فراولة" فِي إِطَارِ فِي إطَارِ كوميدي خَفِيفٍ ، قَصَّةُ "فَرَاوِلَةٌ" حَوْلَ فَتَاةٍ قَادِمَةٍ مِنْ أَسْفَلِ السَّلَمِ الاجْتِمَاعِيِّ لِأَبٍ يَعْمَلُ حَارِسَ عَقَارٍ وَأُمٍّ تَعْمَلُ فِي قِرَاءَةِ الفَنْجَانِ، وَتَحْلُمُ الفَتَاةُ "فَرَاوِلَةٌ" بِإعَادَةِ كِتَابَةِ تَارِيخٍ عَائِلِيٍّ مُخْتَلِفٍ وَمُسْتَقْبَلٍ مُبْهَرٍ، وَتَجْرُبُ العَمَلَ فِي التَّسْوِيقِ العَقَارِيِّ، وَرَغْمَ نَجَاحِهَا، تَعْجَزُ عَنِ الحُصُولِ عَلَى مَا تَسْتَحِقُّ، فَتُضْطَرُّ لِلتَّسْوِيقِ الهَرَمِيِّ لوهمِ يَسْكُنُ فِي الأَحْجَارِ وَيُسَمَّى الطَّاقَةُ.
وَمِنْ حَافَةِ التَّشَرُّدِ وَالطَّرْدِ مِنَ الْمَنْزِلِ، تَضْطَرُّ "فَرَاوِلَةٌ" لِلْالِتِحَاقِ بِشَرِكَةٍ تَعْمَلُ عَبْرَ التَّسْوِيقِ الهَرَمِيِّ فِي بَيْعِ الوَهْمِ لِلْبَشَرِ بِمُقَابِلٍ مَادِيٍّ كَبِيرٍ، وَلَكِنَّهَا تَعْمَلُ عَلَى تُوْرِيطِهِمْ فِي الْحُلْمِ بِمُقَابِلٍ مَادِيٍّ كَمُسَوِّقِينَ بَعْدَ شِرَائِهِمْ السَّلْعَةَ، وَهَكَذَا يَبِيعُ "الزَّبُونُ" السَّلْعَةَ لِزَبُونٍ آخَرَ مَا يَلْبَثُ أَنْ يَتَحَوَّلَ إلَى مُسَوِّقٍ.
تَنْجَحُ فَرَاوِلَةٌ فِي القُفْزِ مِنْ أَسْفَلِ السُّلَّمِ الاجْتِمَاعِيِّ إلَى أَعْلَاهُ، وَتَتَحَوَّلُ إلَى سَيِّدَةِ أَعْمَالٍ.

## طاقم التمثيل
- نيللي كريم (فريال (فراولة))
- شيماء سيف (سامية)
- أحمد فهيم (حسن الشندويلي)
- علا رشدي (دينا)
- صدقي صخر (إبراهيم)
- حجاج عبد العظيم (مرزوق)
- لبنى ونس (منصورة)
- إيمان السيد (زوزو)
- جيلان علاء (خيرية)
- توني ماهر (مشير)
- علاء مرسي (ظهور خاص (الساحر)، ح8)
- عبد الحكيم الصيني (يانج)
- عزت زين (شوقي)
- خالد عليش (بنفسه، ح 7)
- فراس سعيد ( ضيف، ح8 )
- محمد سليمان (ضيف، ح8)
- أحمد سعد ميشو
- ياسر الطوبجي (الشيخ علاء الدين)
- سمر مرسي (أمينة)
- أمجد عابد (جندي)
- حسن العدل (مصباح)
- محمد جبر (صفوت)
- إياد أيمن (هدهد)
- جنة هشام (ميرال)
- تقي حسام (بسمة)
- محمد الحناوي (قضمة)
- أحمد خيري (لؤي)
- أحمد حبشي (ممثل)أحمد حبشي
- إيمان رجائي (سعدية)
- إسراء أحمد (انجي)
- ميدو مانشستر
- ضياء سليمان
- حمدي الرملي (حمدي)
- لبني عبد العزيز (تهاني)
- جميل عزيز (رشاد)
- محمد شيرين
- سهر محمود
- فتحي الجارحي (اسماعيل)
- رامي عبدالمقصود
- نانى سعد الدين
- بدوي فهمي
- رضا عبد العال (بنفسه)
- جميل برسوم (صلاح)
- تامر ضيائي (بهجت صبري)
- هبة الأباصيري (بنفسها)
- إنجي علي (ضيفة، ح8)
- سعيد صديق ( مؤنس أبو الليل، ح9، 10)
- شريف خير الله (عماد الغول، ح9، 10)
- أحمد ثابت (مغاوري)
- محمود الشرقاوي (وكيل النيابة)

## فريق العمل
- إنتاج: سكاي ليمت استوديو، محمد محسن
- تأليف: محمد سليمان عبد المالك
- إخراج: محمد علي، تامر محمد مصطفي

## روابط خارجية
- فراولة (مسلسل) على موقع قاعدة بيانات الأفلام العربية